# Hong Song-nam
Hong Song-nam (hangul: 홍성남; 2 de outubro de 1929 - 31 de março de 2009) foi um político norte-coreano que foi primeiro-ministro da Coreia do Norte de 1998 a 2003. Ele sucedeu Kang Song-san. Nascido na província de Kangwon, ele se formou na Universidade Kim Il Sung e estudou engenharia elétrica no Instituto Técnico de Praga.
A partir de 1954, passou a atuar no Ministério da Indústria Pesada da Coreia do Norte. Entre 1971 e 1973, exerceu o cargo de ministro da Indústria Pesada. De 1973 a 1975, foi vice-presidente do Conselho Administrativo da RPDC, além de presidir a Comissão de Planejamento do Estado entre 1973 e 1977. Entre 1982 e 1986, serviu como primeiro-secretário do Partido dos Trabalhadores da Coreia na província de Pyongan do Sul. De 1987 a 1990, voltou a ocupar os cargos de vice-presidente do Conselho Administrativo e presidente da Comissão de Planejamento Estatal da RPDC. De 1990 a 1998, atuou como vice-presidente do Conselho Administrativo, equivalente a vice-primeiro-ministro da Coreia do Norte.
Hong morreu em 31 de março de 2009. Um comité funerário presidido por Kim Yong-nam foi nomeado com Jo Myong-rok, Kim Yong-chun, e outros 33 membros.

## Publicações
- Hong Song-nam (março de 1988). «Expandir e reforçar as bases tecnológicas de produção das principais indústrias é uma tarefa importante de construção económica no próximo ano» (PDF). Kulloja. OCLC 9516938. Consultado em 2 de junho de 2022. Cópia arquivada (PDF) em 5 de outubro de 2022
- Hong Song-nam (setembro de 1988). «A nossa República é uma potência socialista autossuficiente, auto-sustentada e autodefensora, que encarna brilhantemente a ideia de Juche em todos os domínios da atividade do Estado» (PDF). Kulloja. OCLC 9516938. Consultado em 2 de junho de 2022. Cópia arquivada (PDF) em 5 de outubro de 2022